# Собор Святого Януария
Собор Святого Януария (итал. Duomo di San Gennaro), современное официальное название — Городской собор Вознесения Святой Марии (итал. Сattedrale metropolitana di Santa Maria Assunta, от итал. Assunta — Вознесённая) — кафедральный собор Неаполя, освящённый в честь небесного покровителя города святого Януария. Является резиденцией архиепископа города Неаполя.
Собор возвышается на восточной стороне улицы Виа Дуомо, на небольшой площади, окружённой аркадами, и включает в себя два других культовых здания, возникших ранее собора: Базилику Санта-Реститута (Вasilica di Santa Restituta), в которой находится старейший «Западный баптистерий» (Вattistero d’Occidente), церковь Сан-Джованни-ин-Фонте (San Giovanni in Fonte) — Святого Иоанна Крестителя с Королевской капеллой Сокровищницы Сан-Дженнаро (La reale Сappella del Tesoro di San Gennaro), в которой хранятся мощи покровителя города Святого Януария.

## История
Здание возводили в течение многих столетий: от Средневековья до конца XIX века. Первая церковь на этом месте была заложена во второй половине XIII века Карлом I Анжуйским на фундаментах двух древних базилик. Строительство продолжалось в годы правления его сына, короля Карла II и закончилось в начале XIV века при его внуке Роберте. Создателем крипты был ломбардец Томмазо Мальвито. Фасад, оформленный в конце XIX века в стиле неоготики под руководством архитектора Энрико Альвино, содержит портал XV в. со скульптурами работы Тино ди Камаино. Орган церкви был построен Филиппо Чимино (Cimino) в 1767 году, последняя реконструкция (1974) выполнена Дж. Руффатти (Ruffatti).

## Интерьер
Как и большинство католических храмов, собор Святого Януария содержит многочисленные капеллы разного времени постройки.

### Капелла святого Януария
Главная достопримечательность собора — капелла Святого Януария (строительство началось в 1608 году, освящена в 1646 году, оформление закончено в самом конце XVII века). Капелла богато украшена фресками Доменикино, Ланфранко, Хосе де Риберы и других, и многими скульптурами, из которых выделяется бюст святого Януария работы трёх французских мастеров (1305; неоднократно «усовершенствовался», в последний раз в 1713 году) из позолоченного серебра, украшенный пышными одеждами и драгоценностями. В крипте собора хранится основная реликвия собора, известная со времён средневековья (впервые упоминается в хрониках 1389 года),— сосуд с кровью святого Януария. Когда реликвию трижды в год демонстрируют верующим: 19 сентября (в день святого Януария, посвященный его мученической кончине), 16 декабря (празднование его покровительства Неаполю) и в субботу перед первым воскресеньем мая (в память воссоединения его мощей) кровь святого разжижается и даже вскипает. Если «чудо крови» св. Януария не случается, неаполитанцы считают это предвестием беды. Так, в 1527 году в город пришла чума, от которой погибло 40 тысяч горожан, а в 1979 году — произошло землетрясение, которое унесло три тысячи жизней.

### Базилика святой Реституты и Баптистерий святого Иоанна
Самая старая часть собора (слева перед алтарем) — так называемая базилика святой Реституты, из которой открывается вход в древнейшую сохранившуюся часть сооружения — Баптистерий святого Иоанна (итал. Battistero di San Giovanni in Fonte) («Придел Крещения с купелью»).
Нынешняя базилика святой Реституты представляет собой сильно перестроенную первоначальную базилику святой Реституты (итал. Basilica di Santa Restituta) — в XIII веке на месте притвора и паперти возник основной неф собора, в конце XVII века (реконструкция Арканджело Гульельмелли) боковые нефы были заменены капеллами, поднят уровень пола, новый потолок заняла монументальная фреска Джордано «Прибытие святой Реституты на Искью». В одной из капелл слева по сей день хранятся мощи святой Реституты, в другой (S. Maria del Principio) — мозаика Лелло Орвиетского «Мадонна с младенцем на троне, со святым Януарием и святой Реститутой» (1322).
Согласно Liber pontificalis, баптистерий (доступ — справа от алтаря базилики) был построен как часть первоначальной базилики святой Реституты при императоре Константине I Великом в 343 году. Таким образом, он оказывается древнейшим на всём Западе, так как был сооружён, по крайней мере, поколением раньше Латеранского баптистерия святого Иоанна в Риме. Сохранившиеся на сводах и под куполом мозаики (Traditio legis, «Самаритянка и Брак в Кане Галилейской», «Чудесный улов», «Явление Ангела жёнам-мироносицам», Символы евангелистов, неидентифицированные священномученики или апостолы) датируются IV веком.

### Прочее
Из других капелл выделяется капелла знатной неаполитанской семьи Капече (ветвь Минутоло, отсюда итал. Cappella dei Capece Minutolo) в готическом стиле (упоминается в «Декамероне» Боккаччо, заключительная часть пятой новеллы второго дня), с мозаичным полом XIII века и фресками разного времени, древнейшие из которых (1285—1290) — работы Монтано Аретинского (итал. Montano d’Arezzo) «Святые Пётр и Павел» и «Распятие».
В левом рукаве трансепта — картины Джорджо Вазари («Рождество», «Святые покровители») и Луки Джордано («Благовещение», «Новые святые покровители»), в правом рукаве — «Вознесение Девы Марии» Перуджино.

## Рецепция в искусстве
Некоторые сцены в криминальной комедии «Операция „Святой Януарий“» разворачиваются в соборе Святого Януария.

## Галерея
- Тино ди Камаино. Скульптуры тимпана главного портала
- Один из двух «сторожевых» львов портала
- Интерьер собора. Главный неф
- Боковой неф
- Гробницы неаполитанских королей. Контрфасад
- Доменикино и Джованни Ланфранко. Роспись купола капеллы Святого Януария. 1631–1643
- Апсида
- Главный алтарь
- Капелла Бранкаччо
- Лелло да Орвието. Древо Иессея. Ок. 1315. Капелла прославленных. Фреска
- Пьетро Перуджино. Вознесение Девы Марии. 1506. Холст, масло
- Фонте (крестильная купель). 1618
- Кантория и орган. Главный неф
- Базилика святой Реституты, или Капелла Санта-Реститута
- Вход с сокровищницу Святого Януария. Скульптор Козимо Фанцаго
- Королевская капелла сокровищ Святого Януария. Алтарь
- Бюст Святого Януария из позолоченного серебра с черепом святого. 1305. Мантия и митра с бриллиантами, изумрудами и рубинами. 1713
- Крипта Святого Януария
- Мощи Святого Януария под престолом крипты